# Opad konwekcyjny
Opad konwekcyjny – opad atmosferyczny powodowany wznoszeniem nagrzanego od podłoża wilgotnego powietrza (prąd  konwekcyjny) i tworzeniem się ośrodka niskiego ciśnienia przy powierzchni ziemi.
Opad konwekcyjny występuje, gdy pionowa równowaga atmosfery jest chwiejna. Powstają wówczas chmury cumulonimbus, w których składowa pionowa ruchu powietrza jest rzędu 10-15 m/s. Czas trwania opadu waha się od kilku do kilkudziesięciu minut. Natężenie opadu zmienia się w czasie. Rozciągłość obszaru, na którym opad konwekcyjny występuje, waha się od kilku do kilkudziesięciu kilometrów i zawiera liczne podobszary bez opadu. W związku z tym możliwe jest, że mimo prognozy opadu w danym miejscu, nie będzie tam padało.

## Mechanizm zjawiska

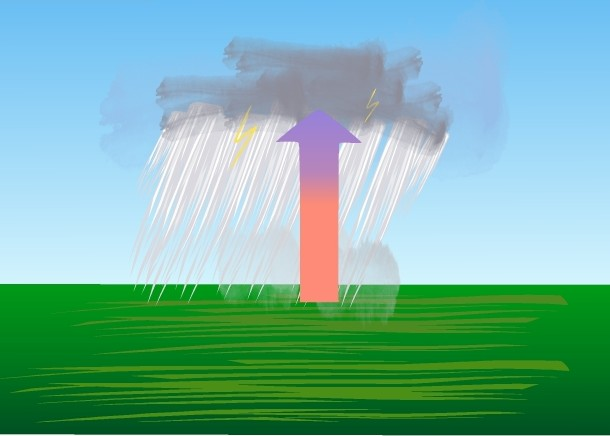
Model zjawiska

Wraz ze wznoszeniem się ogrzane od podłoża powietrze ochładza się. W wyniku spadku temperatury para wodna osiąga punkt rosy i zaczyna się zamieniać w kropelki wody (kondensacja) lub w kryształki lodu (resublimacja), co powoduje powstanie chmur. Gdy kondensat osiągnie odpowiednią wielkość, wypada z chmury, tworząc opad.